# 彭城之戰
彭城之戰，又稱睢水之戰，在漢高帝二年（西元前205年）四月發生，是楚漢戰爭其中一場大戰，項羽以三萬精兵在彭城（今江蘇省徐州市）一帶擊潰漢軍數十萬人，是中國歷史上以少勝多的著名戰例。

## 戰役經過
漢高帝二年正月，項羽率军进兵齊地（今山東大部）镇压田榮的反叛，二年四月，楚軍膠著於城陽（今山東菏澤市牡丹区東北），在洛陽的劉邦見機不可失，集合漢軍部将为张良、陈平、韩信，吕泽，张耳，夏侯婴、樊哙以及五诸侯军，至外黄，击败楚将程处與五諸侯兵，號稱共五十六萬人東向攻占西楚國都彭城，中途還有彭越帶領三萬人加入漢軍。
漢軍攻陷彭城後，刘邦派樊哙重兵防御彭城以北，吕泽驻守彭城之西作为照应。項羽得知彭城失陷後，命令楚軍主力繼續在齊地作戰，自己率領精兵三萬南下。項羽所在的齊地位於彭城北方，項羽仔細考察形勢後，決定繞到彭城西邊，也就是從劉邦攻入彭城，防禦最薄弱的方向從背後予以奇襲。項軍由魯（今山東曲阜）一路南下，越過胡陵（今山東魚台東南），繞到彭地西郊的蕭縣（今安徽蕭縣西北），在拂曉時分向數十萬漢軍發動進攻。漢軍措手不及，兵荒馬亂，至中午大破漢軍，將漢軍壓迫於谷、泗水地區，韩信等各路漢軍潰敗，自相踐踏，被殲十餘萬人。楚軍收復彭城，又緊追不捨至睢水上（今安徽淮北市西），漢軍被逼入河中，淹死十餘萬人，「睢水為之不流」。
此役，楚軍擄去劉邦的父親太公、母親劉媼和夫人呂雉。刘邦西收兵，与吕泽在下邑会合。派人去沛县找家人，最后找到了刘盈和鲁元公主。
刘邦派随何劝说英布降汉，曹参、灌婴、靳歙、樊哙周边平定叛乱，在荥阳驻扎。

## 後果及影響
此役漢軍元氣大傷，劉邦的諸侯紛紛背漢投楚，劉邦只好收集殘部，退守滎陽（今河南滎陽東北古滎鎮）。